# بشملة ماليبونية
بشملة ماليبونية (الاسم العلمي:Eriobotrya malipoensis) هي نوع من النباتات تتبع جنس البشملة من الفصيلة الوردية. تم وصف هذا النوع من النبات علمياً لأول مرة من قبل كي شيان كوان (بالإنجليزية: Ke Chien Kuan)‏ سنة 1963. سمي هذا النوع نسبةً إلى منطقة ماليبو في الصين.